# Elektroprivreda Crne Gore
Die Elektroprivreda Crne Gore A.D. Nikšić (Abkürzung EPCG) ist ein Elektrizitätsversorgungsunternehmen in Montenegro mit Sitz in Nikšić und das umsatzstärkste Unternehmen Montenegros.
Das Unternehmen ist an der Börse Montenegro gelistet. Den Großteil der Anteile an Elektroprivreda Crne Gore hält mit über 88 Prozent der montenegrinische Staat (Stand Oktober 2023, Privatisierungspläne wurden bislang nicht realisiert). Im September 2009 stockte der italienische Energieversorger A2A seine Anteile an EPCG von zehn Prozent auf 43,7 Prozent auf. Beginnend im Juli 2017 kaufte der Staat in mehreren Tranchen fast alle Anteile zurück, sodass A2A mit Stand 2023 nur noch 0,5391 % hält. 10 % des Aktienkapitals werden vom Unternehmen selbst gehalten.
Elektroprivreda Crne Gore besitzt mit Stand 2023 hauptsächlich drei Kraftwerke mit einer Gesamtleistung von 874 Megawatt: die Wasserkraftwerke Perućica und Piva (zusammen 649 MW, entspricht 74,3 %) sowie das Wärmekraftwerk Pljevlja („Termoelektrana Pljevlja“, 225 MW, entspricht 25,7 %), das einzige Kohlekraftwerk Montenegros.